# Летописец Еллинский и Римский

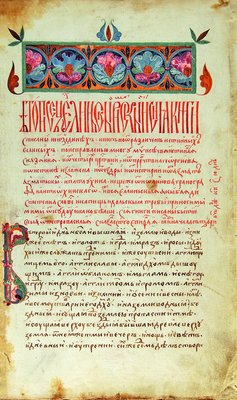
Лист из Летописца Еллинского и Римского с упоминанием Иоанна Малалы. Нач. XVI в. (ГИМ. Син. № 280. Л. З)

Летопи́сец Е́ллинский и Ри́мский, или  Е́ллинский и Ри́мский летопи́сец, или  Е́ллинский летопи́сец (сокращённо ЕЛ) — крупнейший древнерусский компилятивный хронографический памятник.
В сочинении излагается всемирная история от сотворения мира до времени византийского императора Романа I Лакапина, после этого включены добавления: перечень последующих византийских императоров до Мануила II Палеолога (1391—1425) и русская статья о взятии Константинополя крестоносцами в 1204 году. Автор и время создания компиляции неизвестны. Летописец Еллинский и Римский был открыт А. Н. Поповым, который первым начал его изучение, он посвятил этому сочинению раздел своей монографии «Обзор хронографов русской редакции» в 1866 году. Попов указал на существование двух редакций Летописца, что позднее подтвердил Д. С. Лихачёв в своей работе «Еллинский летописец второго вида и правительственные круги». А. А. Шахматов выдвинул гипотезу о том, что Летописец восходит к древнеболгарской «исторической энциклопедии» — компилятивному изложению всемирной истории, составленному в Золотой век Симеона. Однако В. М. Истрин опроверг гипотезу Шахматова: он установил зависимость второй редакции Летописца от первой редакции и на основании косвенных данных установил, что первая редакция Летописца создана до середины XIII века. О. В. Творогов считает, что обе редакции восходят к общему архетипу — к несохранившейся Архетипной редакции, состав которой лучше всего сохранился в первой редакции Летописца.
Основой для создания первой редакции Еллинского и Римского летописца были сочинения греческих авторов: Хроника Георгия Амартола, Хронография Иоанна Малалы; и кроме того, Александрия хронографическая первой редакции. Первая редакция охватывает период всемирной истории от правления Навуходоносора до правления императора Романа I Лакапина. По мнению Творогова, период всемирной истории от сотворения мира до падения Израильского и Иудейского царств в Летописце, в котором большое место занимает пересказ античных мифов, появился лишь во второй редакции, откуда впоследствии перешёл в состав первой редакции. Вторая редакция Летописца имеет существенные дополнения по сравнению с первой редакцией: в неё включён полный текст Книги пророка Даниила с толкованиями Ипполита Римского, почти полный текст «Жития Константина и Елены», рассказ о взятии Иерусалима Титом, Сказание о построении храма святой Софии в Константинополе, два сказания о посмертном прощении императора-иконоборца Феофила, фрагменты из «Жития Богородицы» Епифания Монаха (под именем Епифания Кипрского), русское летописное сказание о взятии Царьграда фрягами в 1204 году, небольшие извлечения из летописей — о походах на Византию Олега и Игоря и ряд извлечений из других памятников. Хроника Георгия Амартола была сокращена во второй редакции: опущены фрагменты, содержащие богословские и мировоззренческие рассуждения; во второй редакции Летописца текст Александрии хронографической был заменен текстом другой, расширенной редакции памятника. Вторая редакция была создана, не позднее 1453 года. Вторая редакция была использована при создании редакций Хронографа Русского, редакции 1512 года, Западнорусского, Пространного хронографа, редакции 1617 года, и при составлении второго и третьего томов Лицевого летописного свода.
Полный текст Еллинского и Римского летописца был издан впервые в 1999—2001 годах с исследованием и комментариями О. В. Твороговым.